# ساکو، ناگانو
ساکو در استان ناگانو در کشور ژاپن  واقع شده‌است  که دارای جمعیت ۱۰۰٬۰۷۷ نفر و مساحت ۴۲۳٫۹۹ کیلومتر مربع با تراکم جمعیت ۲۳۶  نفر در کیلومترمربع است و در تاریخ ۱ آوریل ۲۰۰۵ به عنوان شهر شناخته شد.